# Правительство Челябинской области
Правительство Челябинской области — высший орган исполнительной власти Челябинской области. Руководство деятельностью правительства осуществляет высшее должностное лицо Челябинской области — Губернатор Челябинской области.

## История
Административное формирование территории области началось в XVIII веке и явилось продолжением политики Петра I по развитию производительных сил России и расширению ее границ, что нашло отражение в деятельности Оренбургской экспедиции. 
      В 1734 году в военно-торговых целях Оренбургская экспедиция основала ряд крепостей: Верхне-Яицкая (1735), Чебаркульская, Миасская и Челябинская (1736). 13 августа 1737 года по представлению В. Н. Татищева была образована Исетская провинция (северная часть современных Челябинской и Курганской областей). С 1743 года центром провинции стал Челябинск. 15 марта 1744 года была образована Оренбургская губерния, в состав которой вошли Исетская и Уфимская провинции. 
Во второй половине XVIII в. активно развивается промышленность, вокруг заводов возникают новые города: Нязепетровск, Касли, Златоуст, Катав-Ивановск, Кыштым, Сатка, Юрюзань, Усть-Катав, Миасс. Здесь разворачивались события крестьянского восстания 1773-1775 г.г. В феврале 1774 года армия Емельяна Пугачева заняла Челябинск, но под натиском царских войск ушла к уральским заводам.
      В середине XIX в. оренбургское казачество начало активно осваивать степные районы Южного Урала. Населенным пунктам давали наименования, связанные с местами побед русских войск: Варна, Фершампенуаз, Бородино, Париж и др. Примерно в это же время   Челябинск стал центром ярмарочной торговли Урала, здесь шла торговля хлебом и скотоводческой продукцией. После строительства Транссиба (1891-1916гг.) Челябинский край стал крупнейшим транспортным центром, связавшим Центральную Россию, Урал и Сибирь в единое целое.

## Областные исполнительные органы
- Постоянное Представительство Челябинской области при Правительстве Российской Федерации
- Управление делами Губернатора и Правительства Челябинской области
- Министерство финансов Челябинской области
- Министерство экологии Челябинской области
- Министерство экономического развития Челябинской области
- Министерство строительства и инфраструктуры Челябинской области
- Министерство дорожного хозяйства и транспорта Челябинской области
- Министерство имущества Челябинской области
- Министерство сельского хозяйства Челябинской области
- Министерство здравоохранения Челябинской области
- Министерство образования и науки Челябинской области
- Министерство социальных отношений Челябинской области
- Министерство культуры Челябинской области
- Министерство по физической культуре и спорту Челябинской области
- Министерство информационных технологий и связи Челябинской области
- Министерство тарифного регулирования и энергетики Челябинской области
- Министерство общественной безопасности Челябинской области
- Главное управление по труду и занятости населения Челябинской области
- Главное управление лесами Челябинской области
- Главное контрольное управление Челябинской области
- Главное управление «Государственная жилищная инспекция Челябинской области»
- Главное управление юстиции Челябинской области
- Государственный комитет по делам архивов Челябинской области
- Государственный комитет по делам ЗАГС Челябинской области
- Государственный комитет охраны объектов культурного наследия Челябинской области[2]

## Представитель вСовете Федерации России
- Котова Наталья Петровна — с 20 сентября 2024 года